# Manoscritti Pnakotici
I Manoscritti Pnakotici sono un'opera letteraria immaginaria (ovvero uno pseudobiblion) appartenente ai Miti di Cthulhu.
Ideati da H. P. Lovecraft, che li menziona per la prima volta nel racconto La stella polare (1918), i Manoscritti Pnakotici vengono citati in altri dieci racconti dello stesso scrittore statunitense. Il tomo è menzionato anche da altri autori quali Lin Carter e Brian Lumley.
Questi manoscritti sono il primo testo arcano immaginario presentato da Lovecraft nelle sue opere.

## Origini
I Manoscritti Pnakotici risalgono a un'epoca anteriore alla comparsa dell'uomo sulla Terra. Pare che la Grande Razza di Yith abbia redatto i primi cinque capitoli del testo, nei quali si trova una dettagliata descrizione della storia del popolo Yith. Altri attribuiscono la paternità del tomo ai Grandi Antichi.
I manoscritti, originariamente scritti su rotoli di pergamena, erano conservati nella biblioteca della città Yith di Pnakotus.

## IManoscritti Pnakoticinella storia dell'umanità
I primi esseri umani che entrarono in possesso di questi manoscritti appartenevano al popolo di Lomar; in seguito passarono nelle mani degli Hyperboreani e vennero tradotti nella lingua dei nuovi possessori.
Gli appartenenti al culto segreto denominato "Fratellanza Pnakotica" hanno protetto il manoscritto fino a epoche più recenti, traducendolo in greco antico. Parrebbe inoltre che nel XV secolo uno scriba sconosciuto abbia tradotto il tomo in inglese.
Tutti gli originali del manoscritto sembrerebbero essere andati perduti, ma una copia potrebbe essere ancora custodita nel tempio di Ulthar.

## Apparizioni in altre opere
I Manoscritti Pnakotici sono citati in Un libro pericoloso della serie animata The Real Ghostbusters e nel videogioco Call of Cthulhu: Dark Corners of the Earth. Compaiono anche nell'anime Demonbane e nel libro The Illuminatus! Trilogy.